# Get Down (canção de Shinee)
Get Down é uma canção de gênero hip hop interpretada pela boy band sul-coreana de R&B contemporâneo, SHINee com a participação da cantora Luna. Foi incluída como a quarta faixa em seu terceiro EP, 2009, Year of Us, que foi lançado digitalmente em 22 de outubro de 2009, sob a gravadora SM Entertainment. A canção foi promovida em programas de música locais, bem como realizada durante várias turnês.

## Produção
A canção, gravada em 2009, pertence ao gênero musical hip hop e apresenta principalmente o rap auto-composto pelos membros do SHINee Key e Minho e os vocais de fundo de sua companheira de gravadora Luna. O s produtores musicais envolvidos na produção inclui os compositores veteranos Solomon Cortes, Script Shepherd, Antwann Frost e Charley Paige. A letra foi escrita por Key e Minho, bem como os parceiros de longa data da SM Entertainment JQ, Big Tone and Ryan Jhun.

## Performances ao vivo
Shinee apresentou "Get Down"ao vivo pela primeira vez, durante a transmissão especial de final do ano do Show! Music Core em 26 de dezembro de 2013, juntamente com seu single "Ring Ding Dong". Para demonstrar a versatilidade do grupo em diferentes estilos de música, a música foi adicionada no set-list de todos os concertos da turnê SM Town Live '10 World Tour. "Get Down" também foi incluído nas três primeiras músicas de abertura durante todas as etapas da primeira turnê do Shinee, Shinee World. Devido à popularidade da canção, foi realizada mais uma vez no festival de inverno do grupo Shinee's "The Wizard" em 21 de dezembro de 2013.